# Love Again (album d'Ayumi Hamasaki)
 (février 2023).
Si vous disposez d'ouvrages ou d'articles de référence ou si vous connaissez des sites web de qualité traitant du thème abordé ici, merci de compléter l'article en donnant les références utiles à sa vérifiabilité et en les liant à la section « Notes et références ».
Pour les articles homonymes, voir Love Again.
Albums de Ayumi Hamasaki
Party Queen
(2012) Colours
(2014)
EPs par Ayumi Hamasaki
again
(2012)
Remix par Ayumi Hamasaki
A Classical
(2013)
LOVE again est le 14e album original de Ayumi Hamasaki sorti sous le label avex trax, en excluant mini-albums, compilations, et remix.

## Présentation
L'album sort le 8 février 2013 au Japon sous le label avex trax ; il sort moins d'un an après le précédent album original complet de la chanteuse, Party Queen sorti en mars 2012. C'est le quatrième d'une série de cinq disques prévus sortir durant cinq mois consécutifs pour commémorer ses 15 ans de carrière chez avex ; le précédent, A Classical, est sorti exactement un mois plus tôt, et le dernier, le DVD « ayumi hamasaki ARENA TOUR 2012 A 〜HOTEL Love songs〜 », sortira un mois plus tard. Il atteint la 1re place du classement des ventes de l'Oricon. Il se vend à 53 065 exemplaires la première semaine, et reste classé quinze semaines pour un total de 88 825 exemplaires vendus pendant cette période,.
L'album contient 15 pistes. Aucune des chansons n'est sortie en single, mais sept d'entre elles étaient déjà parues sur les précédents mini-albums LOVE et again (les deux premiers albums de la série de cinq, et qui donnent donc son nom LOVE again à l'album), et une autre chanson était déjà parue en titre inédit sur la compilation A SUMMER BEST sortie six mois auparavant (You & Me),,.
L'album sort en six formats, avec des pochettes différentes : en CD seul, en CD+DVD ou CD+Blu-ray (avec un DVD ou un Blu-ray en supplément contenant les clips vidéo de sept des titres et leurs making-of), en CD+DVD+ayupan+photobook ou CD+Blu-ray+ayupan+photobook (incluant en supplément une figurine et un mini-livre de photo), et en « playbutton »,.

## Liste des titres
Toutes les paroles sont écrites par Ayumi Hamasaki.
| 1.  | Wake me up (du mini-album again)           | Bharadia, Anquetil, Haberg / tasuku     | 4:05 |
| 2.  | Song 4 u (du mini-album LOVE)              | HINATAspring, Yuta Nakano / Yuta Nakano | 3:50 |
| 3.  | Missing (du mini-album LOVE)               | Kazuhiro Hara / Yuta Nakano             | 4:56 |
| 4.  | SAKURA                                     | Tako Kunio / Yuta Nakano                | 4:33 |
| 5.  | Melody (du mini-album LOVE)                | Yasuhiko Hoshino / Yuta Nakano          | 5:26 |
| 6.  | task'n'bass                                | tasuku / tasuku                         | 1:57 |
| 7.  | Bye-bye darling                            | Yasuhiko Hoshino                        | 4:02 |
| 8.  | snowy kiss (du mini-album again)           | Tetsuya Komuro / tasuku                 | 6:08 |
| 9.  | Sweet scar (du mini-album again)           | D・A・I / Yuta Nakano                   | 4:11 |
| 10. | petal                                      | Tako Kunio / yuta Nakano                | 4:10 |
| 11. | glasses                                    | Yuta Nakano                             | 1:45 |
| 12. | untitled for her... story 2                | Yuta Nakano / Yuta Nakano               | 5:22 |
| 13. | Gloria                                     | Yasuhiko Hoshino / Yuta Nakano          | 4:38 |
| 14. | Ivy (du mini-album again)                  | Tetsuya Komuro / Yuta Nakano            | 4:40 |
| 15. | You & Me (de la compilation A SUMMER BEST) | Tetsuya Komuro / tasuku                 | 5:37 |

| 1.  | Song 4 U (Video Clip) (Song 4 u ...)                                   |  |
| 2.  | Missing (Video Clip)                                                   |  |
| 3.  | Wake Me Up (Video Clip) (Wake me up ...)                               |  |
| 4.  | You & Me (Video Clip)                                                  |  |
| 5.  | Snowy Kiss (Video Clip) (snowy kiss ...)                               |  |
| 6.  | Sweet Scar (Video Clip) (Sweet scar ...)                               |  |
| 7.  | Melody (Video Clip)                                                    |  |
| 8.  | Song 4 U (Video Clip) (Song 4 u ...)                                   |  |
| 9.  | Missing (Video Clip)                                                   |  |
| 10. | You & Me (Video Clip)                                                  |  |
| 11. | Wake Me Up / Snowy Kiss (Making Clip #1) (Wake me up / snowy kiss ...) |  |
| 12. | Wake Me Up / Snowy Kiss (Making Clip #2) (Wake me up / snowy kiss ...) |  |
| 13. | Sweet Scar (Making Clip) (Sweet scar ...)                              |  |
| 14. | Melody (Making Clip)                                                   |  |